# Kamasinski jezik
Kamasinski jezik (ISO 639-3: xas; kamas, kamasinski), izumrli samojedski jezik, uralska porodica, kojim su na području planina Sajan u južnoj Rusiji govorila plemena Kamasinci (Камасинцы) koji sebe nazivaju Kalmaži (Калмажи), i Kojbali. Gotovo svi su asimilirani u Ruse u ranom 20. stoljeću i govore ruski (selo Abalakovo). postojala su dva dijalekta, kojbalski i kamasinski. Posljednja govornica bila je Klavdija Zaharovna Plotnikova (Клавдия Захаровна Плотникова) (cc. 1895-1989)

## Vanjske poveznice
- Ethnologue (15th)
- Ethnologue (14th)